# Vicente Themudo Lessa
Vicente do Rego Themudo Lessa (Palmares, 1874 — 1939) foi um pastor presbiteriano brasileiro, historiador e escritor. Participou do movimento que criou a Igreja Presbiteriana Independente do Brasil.
Foi o primeiro historiador do presbiterianismo brasileiro, tendo escrito um grande número de obras sobre o assunto, entre elas o clássico Annaes da 1ª Egreja Presbyteriana de São Paulo (1863–1903), trabalho que pela imparcialidade empreendida destacou-se pelo respeito que conquistou no mundo acadêmico, sendo inclusive mencionada com admiração pelo ilustre historiador francês Émile G. Léonard.
Nasceu em Palmares, na então província de Pernambuco. Converteu-se ao protestantismo no Recife, onde fez sua pública profissão de fé perante o missionário Rev. G. W. Butler.
Começou seus estudos teológicos no seminário de Nova Friburgo, Rio de Janeiro e os concluiu no Instituto Teológico em São Paulo. Pastoreou várias igrejas, em especial a de São Luís do Maranhão, no período em que esta aderiu à IPI do Brasil.
Como professor, atuou no Colégio Evangélico, no Seminário e no Curso Universitário José Manoel da Conceição, em Jandira, São Paulo.
Foi membro dos Institutos Históricos de São Paulo, Santo Catarina, Espírito Santo, Sergipe, Alagoas, Pernambuco, Paraíba e Ceará e também da Associação Paulista de Impressa.
Em sua homenagem, a Igreja Presbiteriana Independente, em São Paulo, deu seu nome a um Centro de Documentação. Trata-se do Centro de Documentação e História Vicente Themudo Lessa.
Pai do conhecido escritor Orígenes Lessa.

## Produção bibliográfica
- Echos da Bohemia (1919)
- As guerras hussitas (1923)
- O centenário do Rev. Conceição (1923)
- A epopéa republicana de 1817 (1925)
- Calvino, Sua Vida e Obra (1934)
- Anchieta e o Supplicio de Balleur (1934)
- Luthero (1935)
- Padre José Manoel da Conceição - 2ª Ed. (1935)
- Maurício de Nassau, o Brasileiro (1937)
- Annaes da 1ª Egreja Presbyteriana de São Paulo (1863-1903) (1938)